# Завод сульфатної кислоти в Учкудуці
Завод сульфатної кислоти в Учкудуці – хімічне підприємство в центральній частині Узбекистану.
В 1985 році Навоїйський гірничо-металургійний комбінат (НГМК) запустив власний цех сульфатної кислоти, який розмістили на майданчику Гідрометалургійного заводу №3 Північного рудоуправління. Сульфатна кислота була необхідна для технологічного процесу, зокрема, для підземного свердловинного вилуговування урану. У 2020-му виробництво кислоти перейшло до державної компанії «Навоїуран», якій передали урановий цикл НГМК (при цьому останній залишився одним з провідних світових виробників золота).
Технологія отримання кислоти передбачає спалювання сірки. Враховуючи виділення при цьому великої кількості тепла, в 2016-му для використання цього ресурсу запустили паротурбінне обладнання від індійської компанії Triven Turbins потужністю 6 МВт.
За проектом в Учкудуці могли продукувати 500 тисяч тонн кислоти на рік. З плином часу технологічне обладнання застаріло та не могло видавати первісні характеристики, тому узялись за модернізацію, яка дозволила в 2013-му знову вийти на проектний показник. В 2023-му випустили 525 тисяч тонн сульфатної кислоти. Всього станом на 2024 рік в Учкудуці виробили 14,5 млн тонн кислоти.